# Amt Bauna
Das Amt Bauna (ab 1804: Amt Wilhelmshöhe) war ein vom 14. Jahrhundert bis 1821 bestehender Verwaltungs- und Gerichtsbezirk der Landgrafschaft Hessen, der Landgrafschaft Hessen-Kassel und des Kurfürstentums Hessen.

## Geschichte
Im frühen Mittelalter war das Gebiet des Baunatals Teil der Grafschaft Maden, das Gericht Zwehren zur Cent Ditmold der Grafen von Schaumburg. Das Gericht Zwehren bestand ursprünglich aus Nieder- und Oberzwehren sowie Nordshausen. Im 12. Jahrhundert gelang es Schaumburg auch in den Besitz des Baunatales zu gelangen. So entstand ein geschlossener Herrschaftsbereich als Kern des späteren Amtes. Mit dem Aussterben des Zweiges der Schaumburger fiel das Gebiet an die Landgrafschaft Hessen und es entstand im Rahmen der Territorialisierung im 14. Jahrhundert das Amt Bauna. Urkundlich wurde es auch als Gericht des Zwehrentores, Gericht auf der Bauna oder Zwehrengericht genannt.
Ab dem 16. Jahrhundert fand ein Zentralisierungsprozess der Ämter rund um die Hauptstadt Kassel statt. Die beiden Ämter links der Fulda (neben dem Amt Bauna das Amt Ahna) und das Amt Kassel-Neustadt rechts der Fulda wurden von Kassel aus in Personalunion durch den gleichen Amtmann bzw. Rentmeister verwaltet. Erst ab 1804 wurde diese Personalunion wieder aufgehoben. Gleichzeitig wurde das Amt Bauna in Amt Wilhelmshöhe (nach Kassel-Wilhelmshöhe) umbenannt. In Bezug auf die Rechtsprechung wurde 1814 mit der Bildung eines Stadtgerichtes (für die Stadt Kassel) und eines Landgerichtes Kassel (für die Landgemeinden aller drei Ämter) wieder eine amtsübergreifende Struktur geschaffen.
Nach dem Ende der Landgrafschaft Hessen-Kassel 1806 kam das Amtsgebiet zum Königreich Westphalen. Die Verwaltungsstruktur des Königreichs Westphalen nahm keine Rücksicht auf historisch gewachsene Strukturen und das Amtsgebiet wurde dem Departement der Fulda, Distrikt Kassel zugeordnet.
1813 wurde die Landgrafschaft Hessen-Kassel als Kurfürstentum Hessen neu gebildet. Die alte Verwaltungsstruktur wurde wiederhergestellt und das Amt Wilhelmshöhe entstand neu. Es bestand nun aus Wilhelmshöhe, Altenbauna, Altenritte, Breitenbach, Elgershausen, Elmshagen, Gut Freienhagen, Großenhof, Großenritte, Guntershausen, Hertingshausen, Hoof, Kirchbauna, Kirchditmold, Knallhütte, Neuermühle, Niederzwehren, Nordshausen, Oberzwehren, Rengershausen, Rothenditmold, Wahlershausen, Wehlheiden und der Vogtei Hasungen.
1821 wurde dort die Trennung der Rechtsprechung von der Verwaltung eingeführt. Die Verwaltungsaufgaben übernahm der Landkreis Kassel, die Gerichtsaufgaben das Landgericht Kassel. Das Amt Bauna das bei der Auflösung 9439 Einwohner hatte (ohne die Vogtei Hasungen), wurde aufgehoben.

## Beamte

### Amtmänner und Rentmeister der Kasseler Ämter
- Conradus Gotze (1467–1472)
- Johannes Reymboldt (1475)
- Hermann Furinsland (1403)
- Buch (1704, 1713)
- Joh. Heinrich Halberstadt (1764–1766)
- Friedrich August Wilhelm Faber (1767–1778)
- Amelung (1781–1787)
- Caspar Avenarius (1788–1796)
- Georg Wilhelm Hozzel (1798–1803)

### Amtmänner Amt Wilhelmshöhe
- Jon Brethauer (1804–1817)
- Joh. Georg Neuber (1818–1820)

### Rentmeister Amt Wilhelmshöhe
- Jon Brethauer (1804–1806)
- L. Wegner (1814)
- J. Frommer (1815–1820)